# Paible Free Church

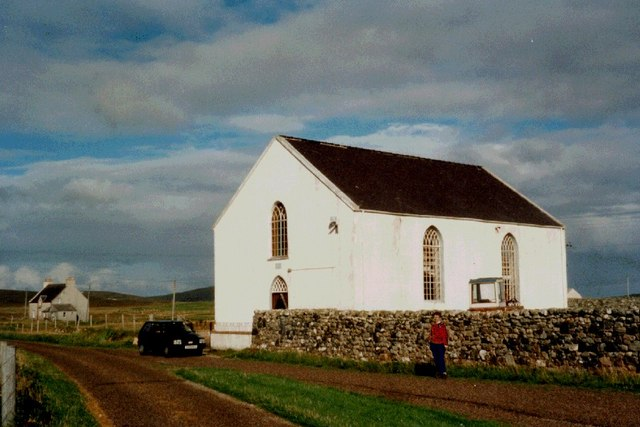
Paible Free Church

Die Paible Free Church ist ein Kirchengebäude auf der schottischen Hebrideninsel North Uist. 1985 wurde das Bauwerk in die schottischen Denkmallisten in der Kategorie C aufgenommen.

## Geschichte
Infolge des schottischen Kirchenschismas von 1843 ließ die von der Church of Scotland abgespaltene Free Church of Scotland die Paible Free Church auf North Uist errichten. Das Gebäude wurde 1858 erbaut. Mit der Abspaltung der Free Church of Scotland (Continuing) im Jahre 2000 wurde die Paible Free Church mitsamt dem zugehörigen Pfarrhaus an diese Organisation übertragen.

## Beschreibung
Das Kirchengebäude steht abseits der A865 am Ostrand des Weilers Bayhead. Der längliche Baukörper der Saalkirche ist zwei Achsen weit. Seine Fassaden sind mit Kiesputz belegt. Sämtliche Gebäudeöffnungen sind spitzbogig ausgeführt. In die Seitenfassaden sind jeweils zwei und in die Giebelseiten jeweils ein Spitzbogenfenster mit filigranen Maßwerken eingelassen. Das Portal an der nordwestexponierten Hauptfassade schließt mit einem Kämpferfenster. Oberhalb weist eine eingelegte Platte das Baujahr aus. Das abschließende Satteldach ist mit Schiefer eingedeckt.
Im Gebäudeinneren ist eine auf gusseisernen Pfeilern ruhende, mit schlichten Holzpaneelen verkleidete Galerie U-förmig entlang dreier Seiten geführt.